# على الدنيا السلام (مسلسل)
على الدنيا السلام, مسلسل كويتي انتج عام 1987.

## قصة المسلسل
يتحدث المسلسل عن قصة الشقيقتين محظوظة ومبروكة مع عمهما بعد أن يدبر لهما مسألة الجنون ليدخلا مستشفى الطب النفسي ليستولي على ورثهما ومن ثم هروبهما من المستشفى، وتتوالى الأحداث من خلال كوميديا شيقة ودراما متقنة.

## نهاية المسلسل
عندما اكتشفت بطلتا المسلسل محظوظة ومبروكة قسوة الحياة وأن لا مكان لهم فيها قررا الهرب والرجوع إلى مستشفى المجانين الذي كانتا قد هربتا منه.. كان مشهد النهاية مهيبا حينما نزعتا الحذاء وأخذتا تركضان بصورة هستيرية.

## شخصيات المسلسل
| الشخصية  | عن الشخصية |
| -------- | --- |
| محظوظة   | وهي الأخت الكبرى لمبروكة، وقد كانت هي وأختها تعيشان في منزل عمهما أبو نبيل بعد وفاة والديهما في حادث سير، فكانت امرأة عمهما هيفاء تذيقهما شتى ألوان العذاب والتنكيل، فتجعلهما يغسلان الأطباق والملابس وينظفان البيت، وتعاملهما معاملة تنعدم فيها الرحمة وتخلو من الإنسانيّة، الأمر الذي لم تطقه محظوظة مما جعلها تصاب بحالة نفسية أدخلتها مستشفى الأمراض العقلية. ويبدو أن المدة الطويلة التي قضتها في المستشفى قد أثرت في قدرتها العقلية لذلك تظهر تصرفاتها في بعض الأحيان قريبة إلى الجنون. وقام بأداء هذه الشخصية الفنانة حياة الفهد. |
| مبروكة   | وهي الأخت الصغرى لمحظوظة، وقد اضطرت لمجابهة تسلطن هيفاء وحدها بعد تحويل أختها للطب النفسي، ولكنها لم تلبث طويلاً لكي تلحق بأختها، فبمجرّد أن قرر عمها تزويجها من ابنه المدلل نبيل (بلبل) كانت قد عزمت على الهروب من المنزل واللحاق بأختها في مستشفى الأمراض العقلية، وهي تميل إلى النزعة القيادية بعض الشيء، وهي صاحبة الأفكار الجهنميّة والخطط المدروسة طوال الحلقات. وقام بأداء هذه الشخصية الفنانة سعاد عبد الله. |
| أبو نبيل | وهو يعقوب عم البنات البخيل الحريص الذي أكل أموالهن وهن يتيمات، رغم ذلك لا يخلو قلبه من شيء من الطيبة والحب تجاههن، كأنه الشعور بالذنب وصوت تأنيب الضمير في داخله يعذبه. قام بأداء الشخصية الفنان علي المفيدي. |
| أم نبيل  | وهي هيفاء زوجة العم الشريرة والمجردة من معاني الرأفة والرفق والإنسانية، تكره بنات أخ زوجها كرهاً شديداً وتحاول تقسية قلب عمهما عليهما بشتى الوسائل ومختلف الطرق. قام بأداء الشخصية الفنانة مريم الغضبان. |
| نبيل     | ويدلل باسم (بلبل)، وله لازمة شهيرة عرف بها وهي قوله ".. غا غو غا.. "، وهو ابن عم البنات، يساعدهما في كثير من الأحيان ويفشل خطط أمه وأبيه المغلوب على أمره، يحب ابنة عمه (مبروكة) ويرغب بالزواج بها، ولكنها تفضل البقاء أسيرة العنوسة على أن ترتبط به. قام بأدائه الممثل سمير القلاف. |

## فريق العمل
| الممثل              | الدور                                           |
| ------------------- | ----------------------------------------------- |
| حياة الفهد          | محظوظة                                          |
| سعاد عبد الله       | مبروكة                                          |
| علي المفيدي         | (يعقوب) العم أبو نبيل                           |
| مريم الغضبان        | (هيفاء) زوجة يعقوب                              |
| أسمهان توفيق        | الدكتورة طيبة                                   |
| داود حسين           | الدكتور شرقان                                   |
| جاسم النبهان        | أحمد                                            |
| طيبة الفرج          | (لطيفة) زوجة أحمد                               |
| عبد الإمام عبد الله | سلطان كست                                       |
| زينب الضاحي         | الطقاقة أم سرور                                 |
| كاظم القلاف         | (أبو عقيل) مدير المصحة                          |
| سمير القلاف         | (نبيل) ابن يعقوب                                |
| محمد العجيمي        | صاحب الدكان عند باب الجمعية                     |
| زهرة الخرجي         | (بدرية) في مستشفى خاص                           |
| عبير الجندي         | (إيمان) زوجة الدكتور شرقان                      |
| أنوار أحمد          | (منى) بنت الدكتورة طيبة                         |
| منى عيسى            | (نوال) موظفة في نفس الشركة الذي يعمل بها بونبيل |
| حسين المفيدي        | (فيصل) ابن الدكتورة طيبة                        |
| باسم عبد الأمير     | (خالد) صديق فيصل                                |
| أبرار المفيدي       | (سلوى) البنت الصغيرة للدكتورة طيبة              |

## أغنية مقدمة المسلسل
غناء: محمد البلوشي
كلمات: عبد اللطيف البناي
ألحان: أنور عبد الله
منهو فينا ما إنجرح في هالزمان
منهو فينا يضمن الود والأمان
منهو فينا..
كل من إستبشرنا خير
نلقاها نلقاها غير..
رحمة رحمة.. يا أهل الضمير
والزمن آه آه يالزمن
ما يهمه إن ضحكنا أو بچينا
إحنه بصراع بين الوجود.. وبين الضياع
ما ندري إحنا.. إحنه الفائزين
ولا مضحوك علينا..
قالوا الدنيا في خير
كلها حب وسلام
قلنا لا لا لا.. وا على الدنيا السلام

## أغنية نهاية المسلسل
يا للأسف.. يا للأسف
إحنا القضية في الملف
نطلع في رف.. ننزل في رف
لا من درى لا من عرف
هذا الزمان.. لغتنا صارت بالرموز..
هذا الزمان.. الظلم يسبقنا ويفوز..
وإن جيت تحچي أو ترد
قاطعوك لا لا.. لا ما يجوز.. لا ما يجوز
أصبح الحق إتهام..
والحقيقة انتقام..
الابن ينسى أبوه..
والأخو يظلم أخوه..
وا على الدنيا السلام..
وا على الدنيا السلام..

### تأليف
- طارق عثمان

### إخراج
- حمدي فريد

## وصلات خارجية
- على الدنيا السلام على موقع IMDb (الإنجليزية)
- على الدنيا السلام على موقع قاعدة بيانات الأفلام العربية
- على الدنيا السلام على موقع كينوبويسك (الروسية)
- على الدنيا السلام على موقع قاعدة بيانات الفيلم (الإنجليزية)